# Miltonia cuneata
Miltonia cuneata é uma espécie de  orquídea do grupo Miltonia. Miltonia cuneata ocorre nas áreas montanas da Floresta Atlântica, especialmente no estado do Rio de Janeiro e Espírito Santo. É facilmente reconhecida pelas pétalas marrom manchado de verde ou castanho, labelo branco ou branco creme e floração simultânea.

## Taxonomia
A espécie foi decrita em 1844 por John Lindley.
Os seguintes sinônimos já foram catalogados:
- Miltonia speciosa  Klotzsch
- Miltonia velloziana  Ruschi & la Gasa
- Oncidium speciosum  (Klotzsch) Rchb.f.
- Anneliesia cuneata  (Lindl.) Senghas & Lückel

## Conservação
A espécie faz parte da Lista Vermelha das espécies ameaçadas do estado do Espírito Santo, no sudeste do Brasil.

## Distribuição
A espécie é endêmica do Brasil e encontrada nos estados brasileiros de Espírito Santo, Paraná, Rio de Janeiro e São Paulo. A espécie é encontrada no domínio fitogeográfico de Mata Atlântica, em regiões com vegetação de floresta ombrófila pluvial.